# Liste der Naturdenkmale in Teterow
Die Liste der Naturdenkmale in Teterow nennt die Naturdenkmale in Teterow im Landkreis Rostock in Mecklenburg-Vorpommern.

## Naturdenkmale
| Bild | Nr.      | Bezeichnung                                                                                | Standort                                                                   | Beschreibung | Schutzzweck | Verordnung    |
| ---- | -------- | ------------------------------------------------------------------------------------------ | -------------------------------------------------------------------------- | --- | ----------- | ------------- |
| BW   | G106ND01 | 1 Eiche                                                                                    | Teschow auf der Koppel am Teschower See (53° 47′ 15,8″ N, 12° 37′ 13,4″ O) | |             | 31. Dez. 1951 |
| BW   | G106ND04 | Findling                                                                                   | Ecke Malchiner Straße / Bahnhofstraße (53° 46′ 14,7″ N, 12° 34′ 45″ O)     | |             | 20. Jan. 1988 |
| BW   | G106ND05 | Grenzhecke Teterow – Grambzow – Groß Koethel                                               | (53° 45′ 13,1″ N, 12° 33′ 36,5″ O)                                         | beidseits der B 108, ca. 2,25 km südwestlich von Teterow, Beginn: Eisenbahnstrecke Teterow–Güstrow, Ende: Chaussee Teterow–Glasow ca. 0,3 km nördlich der Holzkoppel                    |             | 25. Okt. 1979 |
| BW   | G106ND06 | Grenzhecke Teterow – Groß Roge                                                             | (53° 46′ 32,5″ N, 12° 31′ 43,6″ O)                                         | zwischen Teterow und Groß Roge beiderseits der F 104 Teterow–Güstrow, ca. 2,5 km westlich von Teterow                                                                                   |             | 25. Okt. 1979 |
| BW   | G106ND07 | ca. 4 km lange Hecke an der Acker-Wiesen-Grenze parallel zur Bahnstrecke Teterow – Thürkow | (53° 47′ 59,1″ N, 12° 34′ 25,6″ O)                                         | Beginn: Am Weg von der F 108 zur Burgwallinsel, ca. 200 m östlich der Eisenbahnstrecke Teterow–Thürkow, Ende: An der „Krück“, an der Eisenbahnstrecke ca. 0,6 km südöstlich von Thürkow |             | 25. Okt. 1979 |
| BW   | G106ND08 | ca. 800 m lange Hecke an der Ackerkoppelgrenze östlich der Teschower Siedlung              | (53° 46′ 39″ N, 12° 35′ 49,8″ O)                                           | Beginn: Galgenbergsweide, ca. 0,2 km östlich der Stadtrandsiedlung, Ende: Am Graben zum Teterower See, ca. 0,3 km südwestlich des Fliederhorstes                                        |             | 25. Okt. 1979 |

## Flächennaturdenkmale
| Bild            | Nr.         | Bezeichnung                                           | Standort                           | Beschreibung     | Schutzzweck | Verordnung |
| --------------- | ----------- | ----------------------------------------------------- | ---------------------------------- | ---------------- | ----------- | ---------- |
| BW              | fnd gue 48  | Hertha-See im Hohen Holz                              | (53° 45′ 46,9″ N, 12° 31′ 27,3″ O) | Fläche 0,19 ha.  |             | 1965       |
| BW              | fnd gue 52  | Weißbuchenallee Teschow                               | (53° 47′ 20″ N, 12° 37′ 20,6″ O)   | Fläche 2,84 ha.  |             | 1965       |
| BW              | fnd gue 53  | Von Pentz-Allee                                       | (53° 46′ 45″ N, 12° 33′ 45,8″ O)   | Fläche 1,69 ha.  |             | 1965       |
| BW              | fnd gue 119 | Waldfeuchtgebiet Revier Wokern Abt. 2485 a 10         | (53° 47′ 32,9″ N, 12° 33′ 15,3″ O) | Fläche 4,43 ha.  |             | 1988       |
| BW              | fnd gue 120 | Waldfeuchtgebiet Revier Wokern Abt. 2485 a1, a2       | (53° 47′ 19,1″ N, 12° 33′ 29,9″ O) | Fläche 8,84 ha.  |             | 1988       |
| BW              | fnd gue 135 | Hohlweg am Westrand des Stubbenbruchs                 | (53° 46′ 0″ N, 12° 32′ 56,7″ O)    | Fläche 1,30 ha.  |             | 1990       |
| BW              | fnd gue 136 | Wegbegeleitender Baumbestand am Rössland              | (53° 46′ 8,8″ N, 12° 33′ 30,4″ O)  | Fläche 5,05 ha.  |             | 1990       |
| BW              | fnd gue 137 | Wegbegeleitender Baumbestand zum Hohen Holz           | (53° 45′ 52,8″ N, 12° 32′ 31,2″ O) | Fläche 5,89 ha.  |             | 1990       |
| BW              | fnd gue 144 | Hohlweg von der Appelhäger Chaussee zum Schwarzen See | (53° 47′ 2″ N, 12° 33′ 43,4″ O)    | Fläche 0,77 ha.  |             | 1990       |
| BW              | fnd gue 157 | Überschwemmungswiese an der Gewichtheberhalle Teterow | (53° 46′ 18,3″ N, 12° 34′ 6,2″ O)  | Fläche 1,77 ha.  |             | 1990       |
| Fotos hochladen | fnd gue 163 | Burgwallanlage                                        | (53° 47′ 36,9″ N, 12° 35′ 54,5″ O) | Fläche 5,01 ha.  |             | 1990       |
| Fotos hochladen | fnd gue 164 | Höhenrücken der Burgwallinsel                         | (53° 47′ 27,6″ N, 12° 35′ 56,5″ O) | Fläche 4,03 ha.  |             | 1990       |
| Fotos hochladen | fnd gue 165 | Kleiner Bröken                                        | (53° 47′ 29,4″ N, 12° 36′ 7,7″ O)  | Fläche 5,54 ha.  |             | 1990       |
| BW              | fnd gue 166 | Insel Steinhop                                        | (53° 47′ 45,3″ N, 12° 37′ 7,1″ O)  | Fläche 0,17 ha.  |             | 1990       |
| BW              | fnd gue 167 | Kuhwerder                                             | (53° 47′ 48,7″ N, 12° 37′ 21,3″ O) | Fläche 9,11 ha.  |             | 1990       |
| BW              | fnd gue 168 | Bukower Spitze                                        | (53° 47′ 55,5″ N, 12° 36′ 11,3″ O) | Fläche 2,72 ha.  |             | 1990       |
| BW              | fnd gue 169 | Gelegegürtel östlich der Bukower Spitze               | (53° 47′ 59,3″ N, 12° 36′ 52,4″ O) | Fläche 30,47 ha. |             | 1990       |